# ...to by mohlo být zajímavé
…to by mohlo být zajímavé je hudební album skupiny Hm... vydané v roce 2000 u vydavatelství g.parrot. Hlavním tématem alba je láska. Většina písní jsou zhudebněné básně českých básníků, jak klasických (Jaroslav Seifert, Josef Kainar, Jan Neruda, Fráňa Šrámek, nebo Antonín Sova), tak současných (Vít Kremlička). Ostatní texty jsou od textaře skupiny Petra Kotouše, nebo od Marka Doubravy. Jedná se o první studiové album skupiny.

## Seznam skladeb
1. Píseň o lásce (Jaroslav Seifert[1]/Marek Doubrava a Hm...) – 3:29
2. Píseň o přátelství (Petr Kotouš/Marek Doubrava a Hm...) – 3:49
3. Šrámek (Fráňa Šrámek/Marek Doubrava a Hm...) – 2:46
4. Moje milá (Petr Kotouš/Marek Doubrava, Viktor Ekrt) – 2:42
5. Asi si umřu (Marek Doubrava/Marek Doubrava a Hm...) – 2:55
6. Kdo vám tak zcuchal tmavé vlasy (Antonín Sova[2]/Marek Doubrava a Hm...) – 3:14
7. Ukolíbafka (Petr Kotouš/Marek Doubrava a Hm...) – 3:23
8. Don Juan (Marek Doubrava, Viktor Ekrt/Marek Doubrava a Hm...) – 3:32
9. Muchacho Pedro (Petr Kotouš/Marek Doubrava a Hm...) – 3:34
10. Motiv dívčí (Jan Neruda[3]/Marek Doubrava a Hm...) – 1:03
11. Zůstane jen… (Lucie Válková/Marek Doubrava a Hm...) – 3:41
12. Moje ruce (Petr Kotouš/Marek Doubrava a Hm...) – 3:01
13. Noc plná tajemství (Vít Kremlička[4]/Marek Doubrava a Hm...) – 2:12
14. Sen (Josef Kainar[5]/Marek Doubrava a Hm...) – 18:28